# Radio Mágica (Perú)
Radio Mágica es una emisora de radio peruana. Su programación se basa en oldies o música del recuerdo en Inglés que data desde 1960 hasta 1988. Es propiedad de CRP Radios. Fue lanzado en 2010.
Su estación principal es OCX-4G FM, la cual transmite en la frecuencia 88.3 MHz de la banda FM de Lima. En agosto de 2025, comenzó sus emisiones en Cuzco en OCZ-5G FM, en la frecuencia 103.9 MHz en reemplazo de Z Rock & Pop. Además, se encuentra disponible por internet.

## Historia
Radio Mágica fue lanzada en señal de prueba el 15 de enero de 2010 en la frecuencia 88.3 mHz de la banda FM de Lima y área metropolitana. En un inicio, emitía sin nombre comercial y sin publicidad. El 24 de marzo, fue inaugurada de forma oficial. Su programación de apertura consistió de oldies mayormente en inglés. Además, emitía música instrumental dentro del bloque Una melodia de oro 
.
En 2012, eliminó de su prorgramación todas las canciones producidas en la década de 1940, canciones de género instrumental y canciones no interpretadas en inglés. Desde mediados de ese año, cuenta con un programa dedicado al grupo británico The Beatles en el cual se emite sus canciones tanto como grupo y como solistas.
En 2019, la emisora renovó su logotipo y retira la gran mayoría de las canciones de la década de 1950 y 1960 de su programación.
En la segunda mitad de 2021, la emisora empezó a emitir canciones de la década de 1990 de forma esporádica en el programa Discos de vinilo. A finales de 2022, algunas canciones de esa década son agregadas a la programación habitual.
En mayo de 2024 debuta el programa 'Bien Informado' con la conducción de Augusto Townsend'. El 25 de junio de ese año, debuta La ruta de los clásicos con la conducción de Juan Carlos Hurtado. El 7 de julio, retorna el programa Rockola 88 bajo Juan Carlos Hurtado.
El 1 de agosto de 2025, Radio Mágica es lanzada en la ciudad de Cusco a través de la frecuencia 103.9 FM en reemplazo de Z Rock & Pop.

## Programas
- Bien Informado.
- Mañanas de Oro.
- La Hora de The Beatles.
- La Ruta de los Clásicos.
- Discos de Vinilo.
- Rocola 88.

## Conductores
- Augusto Townsend.
- Freddy Morales.
- Juan Carlos Hurtado.

## Eslóganes
- 2010-2021: Discos de oro en inglés
- 2021-presente: Música del recuerdo en inglés

## Audiencia
| Promedio de audiencia radial en Lima Metropolitana (Lunes a domingo, 00 a 24 hrs.) | Promedio de audiencia radial en Lima Metropolitana (Lunes a domingo, 00 a 24 hrs.) | Promedio de audiencia radial en Lima Metropolitana (Lunes a domingo, 00 a 24 hrs.) | Promedio de audiencia radial en Lima Metropolitana (Lunes a domingo, 00 a 24 hrs.) | Promedio de audiencia radial en Lima Metropolitana (Lunes a domingo, 00 a 24 hrs.) | Promedio de audiencia radial en Lima Metropolitana (Lunes a domingo, 00 a 24 hrs.) | Promedio de audiencia radial en Lima Metropolitana (Lunes a domingo, 00 a 24 hrs.) | Promedio de audiencia radial en Lima Metropolitana (Lunes a domingo, 00 a 24 hrs.) | Promedio de audiencia radial en Lima Metropolitana (Lunes a domingo, 00 a 24 hrs.) | Promedio de audiencia radial en Lima Metropolitana (Lunes a domingo, 00 a 24 hrs.) | Promedio de audiencia radial en Lima Metropolitana (Lunes a domingo, 00 a 24 hrs.) | Promedio de audiencia radial en Lima Metropolitana (Lunes a domingo, 00 a 24 hrs.) | Promedio de audiencia radial en Lima Metropolitana (Lunes a domingo, 00 a 24 hrs.) |
| Año                                                                                | Posición en Lima                                                                   | Audiencia                                                                          | Audiencia                                                                          | Nivel socioeconómico                                                               | Nivel socioeconómico                                                               | Nivel socioeconómico                                                               | Rango etario                                                                       | Rango etario                                                                       | Rango etario                                                                       | Rango etario                                                                       | Rango etario                                                                       | Ref.                                                                               |
| Año                                                                                | Posición en Lima                                                                   | Rating                                                                             | En miles                                                                           | A/B                                                                                | C                                                                                  | D/E                                                                                | 11-16                                                                              | 17-25                                                                              | 26-37                                                                              | 38-50                                                                              | +51                                                                                | Ref.                                                                               |
| ---------------------------------------------------------------------------------- | ---------------------------------------------------------------------------------- | ---------------------------------------------------------------------------------- | ---------------------------------------------------------------------------------- | ---------------------------------------------------------------------------------- | ---------------------------------------------------------------------------------- | ---------------------------------------------------------------------------------- | ---------------------------------------------------------------------------------- | ---------------------------------------------------------------------------------- | ---------------------------------------------------------------------------------- | ---------------------------------------------------------------------------------- | ---------------------------------------------------------------------------------- | ---------------------------------------------------------------------------------- |
| 2011                                                                               | 20                                                                                 | 0.2                                                                                | 17 500                                                                             | 9200                                                                               | 6300                                                                               | 2100                                                                               | 200                                                                                | 1500                                                                               | 2200                                                                               | 5300                                                                               | 8200                                                                               | [ 3 ]                                                                              |
| 2012                                                                               | 22                                                                                 | 0.2                                                                                | 15 900                                                                             | 8900                                                                               | 5100                                                                               | 1900                                                                               | 300                                                                                | 900                                                                                | 2600                                                                               | 5600                                                                               | 6400                                                                               | [ 4 ]                                                                              |
| 2013                                                                               | 17                                                                                 | 0.3                                                                                | 23 500                                                                             | 12 700                                                                             | 8200                                                                               | 2600                                                                               | 500                                                                                | 1600                                                                               | 4200                                                                               | 7600                                                                               | 9600                                                                               | [ 5 ]                                                                              |
| 2014                                                                               | 16                                                                                 | 0.4                                                                                | 28 300                                                                             | 14 500                                                                             | 9800                                                                               | 4000                                                                               | 700                                                                                | 1500                                                                               | 3700                                                                               | 8900                                                                               | 13 500                                                                             | [ 6 ]                                                                              |
| 2015                                                                               | 15                                                                                 | 0.4                                                                                | 29 300                                                                             | 15 400                                                                             | 10 100                                                                             | 3700                                                                               | 1000                                                                               | 1600                                                                               | 4400                                                                               | 10 200                                                                             | 12 100                                                                             | [ 7 ]                                                                              |
| 2016                                                                               | 14                                                                                 | 0.4                                                                                | 34 000                                                                             | 16 900                                                                             | 12 900                                                                             | 4100                                                                               | 700                                                                                | 2500                                                                               | 4300                                                                               | 10 600                                                                             | 15 800                                                                             | [ 8 ]                                                                              |

## Frecuencias

### Actual
- Cusco - 103.9 FM
- Lima - 88.3 FM